# Keisuke Honda
Keisuke Honda (本田 圭佑 Honda Keisuke?) född 13 juni 1986 i Settsu, Osaka prefektur, är en japansk fotbollsspelare som senast spelade för litauiska Sūduva. Han är också förbundskapten för Kambodjas landslag.

## Klubbkarriär
Honda plockades från japanska Nagoya Grampus till VVV-Venlo av sin tidigare tränare i Gamba där han spelade i ungdomsåren. Efter att ha imponerat under två år i Holland köptes han för 58 miljoner av CSKA Moskva. Honda fortsatte efter några år i Ryssland till AC Milan.
Den 31 januari 2020 värvades Honda av brasilianska Botafogo.

## Landslagskarriär
Efter att han under vintern 09/10 slagit igenom i CSKA Moskva med bland annat goda prestationer i Champions League, etablerade Honda sig som den absoluta stjärnan i det japanska landslaget. 
Under VM 2010 i Sydafrika avgjorde Honda först Japans inledningsmatch mot Kamerun, efter att ha gjort det enda målet i matchen. I matchen mot Danmark den 24 juni, som skulle avgöra de två lagens öde i turneringen, var Honda matchens lirare. Han började med att sätta en frispark från ca 35 meter i det danska målet. Han följde sedan upp med att först vända bort Danmarks Dennis Rommedahl, för att sedan spela fram till Okazaki som satte 3–1-målet till Japan. I åttondelsfinal mötte Japan Paraguay, en mållös match som skulle avgöras på straffar. Honda satte sin men efter att Komano hade missat sin och Paraguay satte alla sina straffar så var Japan utslaget i VM.
Honda gjorde mål mot Senegal i gruppspelet i VM 2018 i Ryssland.

## Klubbstatistik
| Säsong  | Lag            | Division | Tröjnummer | Matcher | Mål |
| ------- | -------------- | -------- | ---------- | ------- | --- |
| 2005    | Nagoya Grampus | 1        | 24         | 31      | 2   |
| 2006    | Nagoya Grampus | 1        | 24         | 29      | 6   |
| 2007    | Nagoya Grampus | 1        | 24         | 30      | 3   |
| 2007–08 | VVV-Venlo      | 1        | 29         | 14      | 2   |
| 2008–09 | VVV-Venlo      | 2        | 10         | 36      | 16  |
| 2009–10 | VVV-Venlo      | 1        | 10         | 18      | 6   |
| 2010    | CSKA Moskva    | 1        | 7          | 28      | 4   |
| 2011–12 | CSKA Moskva    | 1        | 7          | 25      | 8   |
| 2012–13 | CSKA Moskva    | 1        | 7          | 23      | 7   |
| 2013–14 | CSKA Moskva    | 1        | 7          | 15      | 1   |
| 2013–14 | AC Milan       | 1        | 10         | 14      | 1   |
| 2014–15 | AC Milan       | 1        | 10         | 29      | 6   |
| 2015–16 | AC Milan       | 1        | 10         | 30      | 1   |
| 2016–17 | AC Milan       | 1        | 10         | 8       | 1   |